# Depresja oddechowa
Depresja oddechowa – zmniejszenie minutowej objętości oddechowej poprzez zmniejszenie częstości oddechów oraz/lub zmniejszenie objętości oddechowej. Stłumienie oddychania może wystąpić wskutek przedawkowania m.in. narkotyków, alkoholu, leków nasennych, środków znieczulających, środków zwiotczających, przeciwbólowych czy uspokajających. Depresja oddechowa może także pojawić się u osób wrażliwych na ww. środki.
Stłumienie czynności ośrodka oddechowego jest wynikiem osłabienia reakcji na zwiększone stężenie dwutlenku węgla w surowicy krwi, co równa się z podwyższeniem progu pobudliwości w stosunku do dwutlenku węgla.
Depresja oddechowa przyczynia się do zwolnienia oraz spłycenia oddychania, bezdechu, a przy niezastosowaniu sztucznej wentylacji płuc może prowadzić do niewydolności oddechowej i następstwie do uduszenia się.
Procesy oddychania i wymiany gazowej są regulowane i kontrolowane przez wyspecjalizowane ośrodki zlokalizowane w pniu mózgu. Są one odpowiedzialne za stymulowanie mięśni oddechowych oraz kontrolowanie głębokości i częstotliwości, z jaką wykonujemy wdechy i wydechy. Na funkcjonowanie ośrodka oddechowego wpływ mają także receptory, które rozmieszczone są w różnych obszarach ludzkiego ciała. Receptory te są wrażliwe między innymi na poziom pH krwi, który nierozerwalnie wiąże się z poziomem dwutlenku węgla. Zdrowy człowiek, u którego poziom dwutlenku węgla jest prawidłowy, wykonuje mniej więcej od 14 do 16 oddechów na minutę. Gdy w organizmie dochodzi do nagromadzenia dwutlenku węgla, pH krwi ulega obniżeniu, co ma wpływ na przyspieszenie oddechów w celu pozbycia się nadmiaru CO2.

## Objawy
U przytomnych pacjentów pojawiać się może silne uczucie duszności i braku powietrza, prowadzące do znacznego niepokoju. Pacjenci mogą stawać się silnie pobudzeni i niespokojni. Wraz z dalszym postępowaniem zaburzeń czynności ośrodka oddechowego chorzy mogą prezentować nietypowy wzorzec oddychania – po kilku głębokich wdechach powietrza pojawiać się mogą u nich krótkotrwałe okresy bezdechu, omdlenia, zaburzenia równowagi. W skrajnych przypadkach zatrzymanie procesu oddechu może doprowadzić do zgonu, niepozorne przypominając utratę przytomności.